# Абовян Ашот Арамович
Ашот Арамович Абовян (вірм. Աշոտ Արամի Աբովյան; нар. 12 березня 1953, Хобардян, Степанаванський район, Вірменія) — вірменський юрист, суддя Апеляційного адміністративного суду Республіки Вірменія.

## Освіта
- 1970-1975 роки — навчався та закінчив кафедру механіки та математики при Єреванському політехнічному інституті імені К. Маркса.
- 1976-1982 роки — навчався і закінчив юридичний факультет Єреванського державного університету.
- 1984-1987 роки — навчався в аспірантурі Всесоюзного науково-дослідного інституту експериментальних досліджень Міністерства юстиції СРСР.

## Трудова діяльність
- 1975-1984 роки — старший спеціаліст науково-дослідної лабораторії судових експертиз Міністерства юстиції Вірменської РСР .
- 1978-1980 роки — служив у лавах Радянській Армії.
- 1984-1996 роки — працював у органах внутрішніх справ.
- 1996-1999 роки — директор Експертного центру Міністерства юстиції Республіки Вірменія.
- 1999-2006 роки — заступник Міністра юстиції Республіки Вірменія.
- 2006-2007 роки — заступник голови судового департаменту Республіки Вірменія, член Центральної виборчої комісії Республіки Вірменія.
- 2007-2008 роки — заступник голови судового департаменту роки — фінансовий директор.
- 2008-2010 роки — суддя адміністративного суду Республіки Вірменія.
- 18 листопада 2010 року Указом Президента Республіки Вірменія призначений суддею Апеляційного адміністративного суду Республіки Вірменія, припинивши повноваження судді Адміністративного суду Республіки Вірменія.[1]